# Отважный (фильм, 1956)
«Отважный» (англ. The Brave One) — кинофильм.

## Сюжет
Мальчик-мексиканец по имени Леонардо проявляет трогательную заботу о быке, которого он спас во время шторма. Однако настоящий владелец животного намеревается подготовить его для корриды, где быка непременно убьют. Чтобы предотвратить гибель питомца, Леонардо обращается за помощью к правительству.

## В ролях
- Мишель Рэй — Леонардо
- Родольфо Хойос мл. — Рафаэль Розилло
- Эльза Карденас — Мария
- Джои Лэнсинг — Марион Рэндалл
- Карлос Наварро — Дон Алехандро

## Награды и номинации
Полный перечень наград и номинаций — на сайте IMDB.
| Премия         | Категория                                              | Имя             | Результат |
| -------------- | ------------------------------------------------------ | --------------- | --------- |
| Оскар          | Лучший сюжет                                           | Далтон Трамбо   | Победа    |
| Оскар          | Лучший звук                                            | Бадди Майерс    | Номинация |
| Оскар          | Лучший монтаж                                          | Меррилл Г. Уайт | Номинация |
| Золотой глобус | Лучший фильм, пропагандирующий мировое взаимопонимание |                 | Номинация |